# یوداکومبورا
یوداکومبورا (به لاتین: Udakumbura) یک منطقهٔ مسکونی در سری‌لانکا است که در استان مرکزی (سری‌لانکا) واقع شده‌است.